# Monolistra lavalensis
Monolistra lavalensis är en kräftdjursart som beskrevs av Stoch 1984. Monolistra lavalensis ingår i släktet Monolistra och familjen klotkräftor. Inga underarter finns listade i Catalogue of Life.